# Каныбеков, Адилет
Адилет Каныбеков (род. 25 ноября 2002) — киргизский футболист, полузащитник клуба «Перак».

## Клубная карьера
Воспитанник турецкого «Бешикташа», где занимался с 2015 по 2020 год. В феврале 2021 года находился на просмотре в узбекистанской «Бухаре», а спустя два месяца присоединился к чешской «Дукле», в которой выступал за вторую команду в третьем по силе дивизионе страны.
Летом 2021 года стал игроком «Нефтчи» из Кочкор-Аты. В составе команды стал победителем Кубка Кыргызстана 2021 года, а в 2022 году дебютировал в Кубке АФК.
С февраля 2024 года — игрок малайзийского клуба «Перак».

## Карьера в сборной
Выступал за юношескую сборную Кыргызстана. Участник чемпионата Азии 2016 года среди юношей до 16 лет. По итогам турнира киргизы не смогли выйти из группы, однако гол Каныбекова принёс его команде победу в матче с Австралией (1:0). Участник Мемориала Гранаткина в 2019 году. Вызывался в стан олимпийской сборной Кыргызстана. В сентябре 2022 года главный тренер национальной киргизской сборной Александр Крестинин вызвал Адилета Каныбекова на товарищеский матч с Россией.

## Достижения
«Нефтчи»
- Обладатель Кубка Кыргызстана: 2021